# Philippe (évêque de Rennes)
Pour les articles homonymes, voir Philippe.
Philippe (mort le 8 avril 1181) est évêque de Rennes de 1179 à 1181, premier abbé de Clermont.

## Biographie
Il avait été d'abord moine de l'abbaye Saint-Florentin de Bonneval (Chartres), puis de Fontaines-les-Blanches (Tours). 
Le 17 mai 1152, il signe une charte de fondation de l'abbaye de Clermont avec Guy IV de Laval en présence de Guillaume de Passavant, évêque du Mans.
Il est témoin d'une exemption accordée aux religieux de l'abbaye de Savigny par Guy IV de Laval en 1162 ; à Rennes, d'un accord entre l'évêque et l'abbaye Saint-Melaine le 21 septembre 1168 ; d'une restitution faite par Guy de Laval aux moines d'Arquenay ; lui-même transige avec Ursion ; abbé de la Couture, pour des dîmes en Grenoux, et avec l'abbé de la Roë, Michel, pour des possessions à Quelaines.
Élevé sur le siège épiscopal de Rennes en 1179, il favorisa l'abbaye de Savigny, travailla à la reconstruction de sa cathédrale, et fut quelque temps chancelier du duc Geoffroy II de Bretagne. Il mourut le 8 avril 1181. 
Un sceau ovale le représente debout avec la crosse et la mitre avec une légende : Sigillum Philippi Redonensis episcopi.

### Études
- Cyprien Henry, « Les évêques de Rennes à travers leurs actes (XIe première moitié du XIIe siècle) », Bulletin et mémoires de la Société d’Archéologie et d’Histoire d’Ille-et-Vilaine, vol. Tome CXVII,‎ 2013, p. 37-59 et tableau généalogique p. 45